# Joaquim Renart
Joaquim Renart i Garcia (* 17. Juli 1879 in Barcelona, Königreich Spanien; † 4. September 1961 ebenda) war ein spanischer Zeichner, Maler und Innenarchitekt katalanischer Abstammung.

## Leben
Renart war der Sohn des Malers Dionís Renart i Bosch in dessen Atelier er sein Berufsleben begann. Ferner war er der Bruder des Bildhauers Dionís Renart.
Renart studierte in Barcelona an der Escola de la Llotja. Zu seinen Lehrern gehörten unter anderen Francesc Soler i Rovirosa, der Maler Francesc Torrecassana i Sallarés und Ramón Martí Alsina. Er studierte ferner bei Apel·les Mestres, der später sein großer Freund wurde. Im Jahre 1894 trat er in den  
Cercle Artístic de Sant Lluc ein.
Renart spezialisierte sich auf mehrfarbige Malereien sowie Dekorationen in Gold, auf die Restaurierung von Altären und kopierte Kunstwerke und Antiquitäten. Des Weiteren war er bekannt für seine Entwürfe von Exlibris, die unter anderem im Jahre 1907 in Barcelona in einem Bildband veröffentlicht wurden und ihn als einen wichtigen Vertreter des spanischen Jugendstil zeigen.
In der Öffentlichkeit wurde Renart durch die Gründung des Fomento de las Artes Decorativas im Jahre 1903 bekannt. Seit seiner Neugründung 1951 war er Präsident des Cercle Artistíc de Sant Lluc. Desgleichen war er in den Jahren 1941 bis 1948 Präsident des Orfeó Català. Ferner war er Mitglied der Reial Acadèmia Catalana de Belles Arts de Sant Jordi.
1965 fand in Barcelona eine Gedächtnisausstellung zu seinem Werk statt.

## Tagebücher
In den Jahren von 1918 bis zu seinem Tode 1961 füllte er 87 Tagebücher in welchen er auch Bezug auf kulturelle und politische Erscheinungen und seine eigenen Erfahrungen Bezug nahm. Die Tagebücher befinden sich heute in der Biblioteca de Catalunya zusammen mit sechzig Alben voller dazugehöriger Illustrationen des Künstlers. In den Jahren von 1995 bis 2003 wurden bisher sechs Bände der Tagebücher veröffentlicht.

## Veröffentlichungen
- mit Víctor Oliva: Els Exlibris Renart: aplech de dibuixos per Joaquim Renart García. Oliva, Barcelona 1907.